# Неразделна тубулария
Неразделните тубуларии (Tubularia indivisa) са вид хидровидни от семейство Tubulariidae.
Таксонът е описан за пръв път от Карл Линей през 1758 година.